# César Salazar
César Salazar Herrera (Pereira, 14 de febrero de 1972) es un ciclista profesional colombiano. Profesional entre 1995 y 2010, desarrolló gran parte de su carrera ciclística en Venezuela.

## Palmarés
1997
- 1º en 11.ª etapa Vuelta al Táchira
- 1º en Clasificación General Vuelta al Táchira

1998
- 1º en 4ª etapa Vuelta al Táchira

1999
- 1º en Clasificación General Vuelta a Trujillo
- 1º en 12.ª etapa Vuelta a Venezuela, Carupano

2000
- 1º en 3ª etapa Vuelta al Táchira, San Rafael

2001
- 1º en Clasificación General Clásico Virgen de la Consolación de Táriba
- 1º en 11.ª etapa Vuelta al Táchira

2003
- 1º en 1ª etapa Vuelta al Táchira, Barquisimeto
- 1º en 14.ª etapa Vuelta al Táchira, San Antonio
- 1º en Clasificación General Vuelta a Guatemala

2004
- 1º en 10.ª etapa Vuelta al Táchira, Pregonero
- 1º en 11.ª etapa Vuelta al Táchira

2005
- 1º en 4ª etapa Vuelta al Táchira
- 1º en 9ª etapa Vuelta al Táchira

2006
- 1º en 9ª etapa Vuelta al Táchira
- 1º en 1ª etapa Clásico Ciclístico Banfoandes, Barquisimeto
- 1º en 6ª etapa Clásico Ciclístico Banfoandes, Rubio

2007
- 1º en 2ª etapa Vuelta al Táchira
- 1º en 11.ª etapa Vuelta al Táchira, El Cobre
- 1º en 14.ª etapa Vuelta al Táchira
- 1º en Clasificación General Vuelta a Venezuela

2008
- 1º en 13.ª etapa Vuelta a Colombia, Cali

2009
- 1º en 1ª etapa Vuelta a Lara

## Equipos
- 2001  Lotería del Táchira
- 2007  Lotería del Táchira